# Соболевский сельский округ (Московская область)
Соболевский сельский округ — упразднённая административно-территориальная единица, существовавшая на территории Орехово-Зуевского района Московской области в 1994—2006 годах.
Соболевский сельсовет был образован в первые годы советской власти. По данным 1919 года он входил в состав Карповской волости Богородского уезда Московской губернии.
В 1926 году Соболевский с/с включал 1 населённый пункт — деревню Соболево.
В 1929 году Соболевский сельсовет вошёл в состав Куровского района Орехово-Зуевского округа Московской области. При этом к нему были присоединены Запрудненский и Смолевский с/с.
14 июня 1954 года к Соболевскому с/с был присоединён Асташковский сельсовет.
3 июня 1959 года Куровской район был упразднён и Соболевский с/с вошёл в Орехово-Зуевский район.
20 августа 1960 года к Соболевскому с/с были присоединены Мининский и Хотеичский сельсоветы.
1 февраля 1963 года Орехово-Зуевский район был упразднён и Соболевский с/с вошёл в Орехово-Зуевский сельский район. 11 января 1965 года Соболевский с/с был возвращён в восстановленный Орехово-Зуевский район.
3 февраля 1994 года Соболевский с/с был преобразован в Соболевский сельский округ.
В ходе муниципальной реформы 2004—2005 годов Соболевский сельский округ прекратил своё существование как муниципальная единица. При этом все его населённые пункты были переданы в сельское поселение Соболевское.
29 ноября 2006 года Соболевский сельский округ исключён из учётных данных административно-территориальных и территориальных единиц Московской области.